# Mazières-sur-Béronne

Mazières-sur-Béronne este o comună în departamentul Deux-Sèvres, Franța. În 2009 avea o populație de 399 de locuitori.